# Celaena yeterofuna
Celaena yeterofuna là một loài bướm đêm trong họ Noctuidae.